# Salons de modeste
Die Salons de Modeste (deutsch: Salons des Modestus) sind eine von Freiburger Organisatoren und Kulturschaffenden durchgeführte kostenlose Veranstaltung, die jedes Jahr gegen Ende des Winters in Freiburg im Üechtland (Schweiz) stattfindet und Menschen, die sich nicht kennen, in gegenseitigen Austausch bringt. 

## Entstehung
1995 gründeten die in der Vereinigung PHARE zusammengeschlossenen Freiburger Organisatoren und Kulturschaffenden die Salons de Modeste. Als Aufruf zur Begegnung und zum Austausch und als populärer Gegenpol zu den aristokratischen Pariser Salons von einst bringt die Veranstaltung Menschen zusammen, die in der Stadt und der Agglomeration Freiburg nebeneinander leben, ohne sich unbedingt zu kennen oder miteinander zu sprechen. Die erste Ausgabe der Salons wurde auf den 24. Februar 1995 gelegt, den Tag des Heiligen Modestus. Dieser ist der Namensgeber der Veranstaltung und ein Wortspiel mit französisch modeste ‚bescheiden‘. Die Veranstaltung findet seither jedes Jahr am Freitag statt, der dem 24. Februar am nächsten liegt.

## Ablauf
Privatpersonen erklären sich bereit, ihre Wohnung am Abend des Festes für Fremde zu öffnen. Der erste Teil der Veranstaltung beginnt auf dem zentralen George Python-Platz. Hier zieht man nach Zufallsprinzip die Adresse eines Gastgebers. Daraufhin begeben sich die Gäste ab 19 Uhr an die gezogene Adresse. Das kann eine noble Wohnung in der Stadt oder eine WG am Stadtrand sein. Dort lernen die Gäste ihren Gastgeber und die anderen Gäste kennen. Ein Aperitif oder ein Essen begleitet die Gespräche. Um 21.30 Uhr erhalten die Gastgeber per SMS die Mitteilung, wo der zweite Teil, die anschliessende After Party, stattfindet, zu der alle Gäste und Gastgeber zur Fortsetzung und zum gemeinsamen Abschluss des Abends eingeladen sind. Diese After Party findet jedes Jahr an einem neuen, möglichst überraschenden Ort statt. In den letzten Jahren beschloss man den Abend gemeinsam im Bilboquet, im Naturhistorischen Museum, in der alten Brasserie Cardinal oder im Gutenberg Museum.